# Ida Wiklund

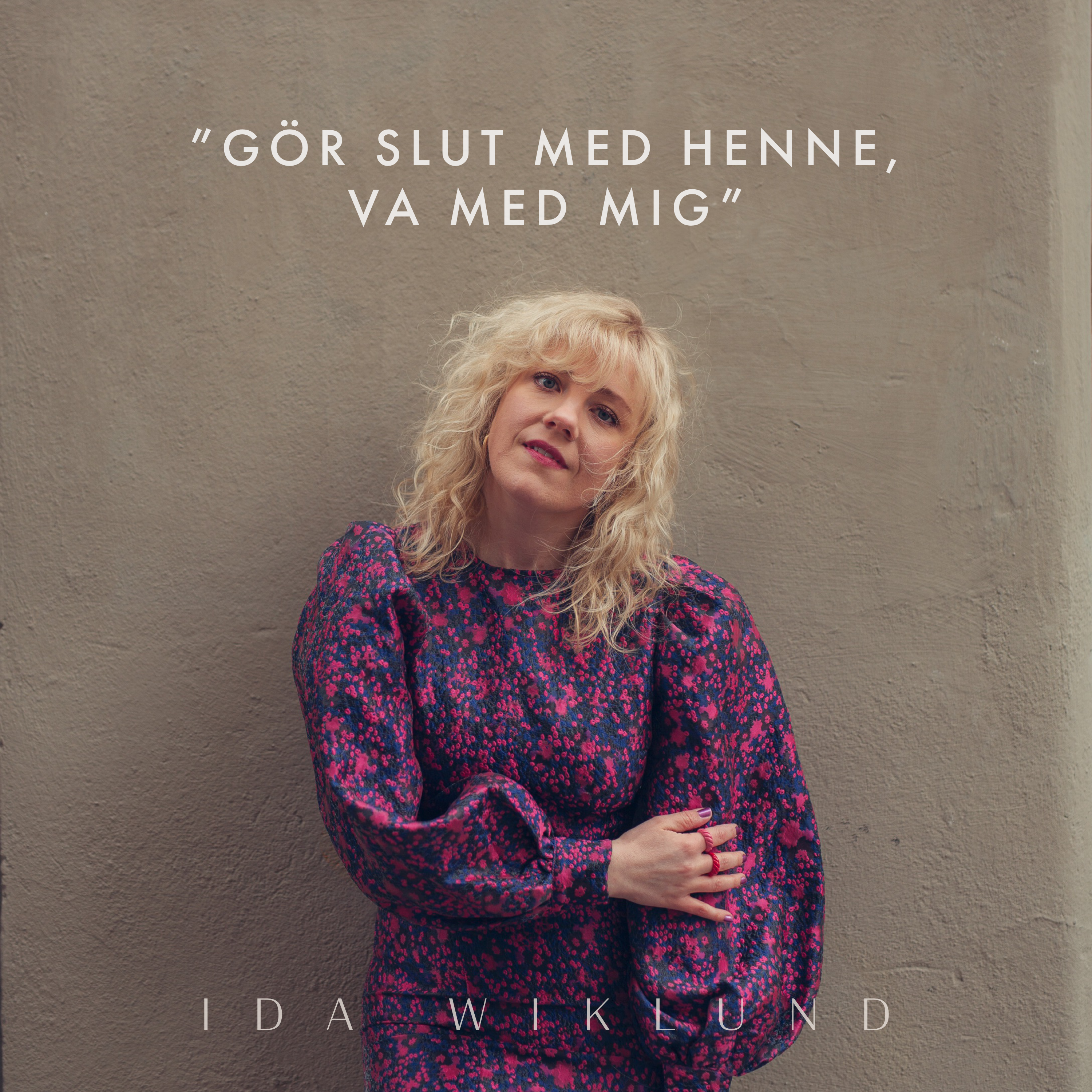
[https://idawiklund.se/ Singelomslag

Ida Marléne Wiklund, född 21 mars 1989 i Stockholm, är en svensk artist, låtskrivare och musiker. 
Wiklund slog igenom 2016 med sin låt "Mellan dröm & verklighet" som tog sig direkt in på A-listan på Sveriges Radio P4, där den låg i 16 veckor. Samma år debuterade hon live i TV4:s direktsända musikunderhållningsprogram Lotta på Liseberg.  

## Biografi
Ida Wiklund är uppvuxen i Örbyhus i norra Uppland och är dotter till Christer och Marléne Wiklund. När hon var 13 år började hon spela gitarr och skrev sin första låt. 2011 släppte hon in sitt debutalbum Översätter världen, producerat av Lasse Englund. Samma år började hon studera på Musikmakarna och 2013 släppte hon EP:n Kom tillbaka, producerad av Jens Back och Erik Sahlén. 2016 fick Wiklund stort genomslag med sin låt "Mellan Dröm & Verklighet". Låten utsågs även till utmanare på Svensktoppen flera gånger. 2018 släppte Wiklund singeln Tid att leva, som handlar om hennes systerdotter som gick bort i cancer som sexåring. Låten spelades på Sveriges Radio P4 och vann radiotävlingen veckans låt.
2018 signades Ida till bokningsbolaget MTA Production AB.
År 2019 återvände hon till Lotta på Liseberg där hon då framförde låten "Lyckligast Nu", i en duett tillsammans med artisten Jens Hult. Hon debuterade även på Västerviks Visfestival scenen där hon gjorde stor succé med stående ovationer från publiken.
2019 släppte hon singeln Lyckligast nu tillsammans med artisten och låtskrivaren Jens Hult.
2020 släppte Ida låten "Säg att det går över (Coronaversion)" som skildrar vårdsituationen under pandemins start. Denna låt framförde Ida live i TV4 Nyhetsmorgon där hon också kritiserade vissa av de styrande politikerna i Region Stockholm. 
2021 började Ida studera till Sjuksköterska och har sedan 2019 arbetat som undersköterska på Danderyds Akutmottagning.
2022 släppte Ida singeln "Gör slut med henne, va med mig" som vann länsfinalen av P4 Nästa i Stockholm och som sedan hamnade på 4:e plats i Sveriges Riksfinal. Låten adderades på Sveriges Radio P4s spellista.
Hon har spelat förband åt Sabina Ddumba, Cajsa-Stina Åkerström, Mikael Wiehe, Stefan Sundström, Timo Räisänen, Jens Kristensen och Irma Schultz.

Hemsida: https://idawiklund.se/

## Utmärkelser
- 2008 - Vinnare av Musik Direkt i Uppland
- 2009 - Vinnare av Svensktoppen nästa i Uppland
- 2009 - Ted Gärdestad-stipendiat
- 2010 - Finalist i Rockkarusellen
- 2010 - STIM-stipendiat
- 2011 - Uppsala Södra Rotary-stipendiat
- 2018 - STIM-stipendiat
- 2022 - Vinnare av P4 Nästa i Stockholm

## Diskografi

### Studioalbum
- Översätter världen (2011)

### Singlar
- Snöflingor faller (2012)
- Kom tillbaka (2014)
- Mellan dröm & verklighet (2015)
- Under vatten (2016)
- Under vatten (Extended Version) (2017)
- Ge mig luft & ge mig vingar (2017)
- Tid att leva (2018)
- Lyckligast nu (2019)
- Säg att det går över (2019)
- Säg att det går över (Coronaversion) (2020)
- Oh, Corona (English Version) (2020)
- Oh, Corona (Remix) (2020)
- Vill säga allt (2021)
- Vill säga allt (Remix) (2021)
- Säffle (2021)
- "Gör slut med henne, va med mig" (2022)

### EP
- Kom tillbaka (2013)
- Säg att det går över (The Remixes) 2020